# Сариходжич, Майя
Майя Сариходжич (босн. Maja Sarihodžić), в девичестве Ходжич (босн. Hodžić), выступающая также под сценическим псевдонимом MayaSar — боснийская певица и пианистка, автор текстов песен и композитор, представительница Боснии и Герцеговины на конкурсе песни Евровидение 2012 .
Родилась в городе Тузла на северо-востоке Боснии и Герцеговины 12 июля 1981 года в семье музыкантов. Мать — Бахира Ходжич, преподаватель музыки, есть брат Срджан, графический дизайнер.
Закончила Музыкальную Академию в Сараево по классу фортепиано. Работает преподавателем фортепиано в музыкально-балетной школе «Novo Sarajevo».
Была бэк-вокалисткой на выступлениях таких известных балканских музыкантов, как Дино Мерлин и Тони Цетински. Также Майя дважды исполняла партии бэк-вокала на Евровидении в 2004 и 2011 годах (на выступлениях участников от Боснии). Как бэк-вокалистка Майя также принимала участие в записи альбомов таких музыкантов как Дино Мерлин, Элдин Хусейнбегович, Сельма Мухединович, Нино Пршеш, Игорь Вукоевич, Нермин Пушкар, Al' Dino и других. В качестве автора текстов и композитора Майя сотрудничала с Мирзой Солянином и Каролиной Гочевой.
Майя Сариходжич написала музыку к фильмам «Совершенно лично» (босн. «Sasvim lično») Неджада Беговича и «На запад» («Go West») Ахмеда Имамовича .
С 2004 года Майя входит в группу музыкантов, постоянно выступающих с Дино Мерлином.
Первый сингл, «Nespretno», выпущенный ею в 2010 году, получил положительные отзывы у боснийских слушателей.
15 декабря 2011 года  Майя Сар была избрана как представительница своей страны на предстоящем конкурсе песни Евровидение 2012, который пройдёт в Баку. 15 марта Майя презентавала песню «Korake ti znam» (русск. «Я узнаю твои шаги»), с которой представила Боснию и Герцеговину на конкурсе,заняв в финале 18 место. Песню написала сама певица.
Майя известна также как инициатор региональной гуманитарной акции в борьбе против рака «Моя жизнь — моя песня»; является автором тематической песни для неё.
Живёт в Сараево. Замужем за музыкантом и музыкальным продюсером Махиром Сариходжичем. Махир, как и Майя, входит в команду музыкантов Дино Мерлина, в которой он выступает как клавишник и аранжировщик. Вместе они владеют собственной студией звукозаписи «Long Play».

## Ссылка
- mayasar.com — официальный сайт Майи Сариходжич